# Hrabiowie Burgundii

Terytoria Księstwa (różowe) i Hrabstwa Burgundii (niebieskie) w XIV wieku

Pierwotny herb hrabiów Burgundii

Herb hrabiów Burgundii od 1280

## Hrabiowie Burgundii

### Pierwsza dynastia
- 867–870 : Odo
- 870–895 : Rodfryd
- 921–952 : Hugo Czarny

### Dynastia z Ivrei
- 986–1026 : Otto Wilhelm
- 1026–1057 : Renald I
- 1057–1087 : Wilhelm I Wielki
- 1087–1097 : Renald II
- 1097–1125 : Wilhelm II
  - 1097–1102 : Stefan I (tytularny)
- 1125–1127 : Wilhelm III Dziecię
- 1127–1148 : Renald III (tytularny od 1102)
  - 1127–1152 : Konrad z Zähringen (konkurent)
- 1148–1184 : Beatrycze I
  - 1152–1156 : Bertold z Zähringen (konkurent, zrezygnował z tytułu, zmarł 1186)

### Hohenstaufowie
- 1156–1190 : Fryderyk I Barbarossa (koregent do 1184)
- 1190–1200 : Otto I
- 1200–1205 : Joanna I
- 1205–1231 : Beatrycze II

### Dynastia Andechs
- 1208–1231 : Otto II (koregent)
- 1231–1248 : Otto III
- 1248–1279 : Adelajda I
  - 1248–1266 : Hugo z Chalon (koregent)
  - 1267–1279 : Filip I Sabaudzki (koregent)

### Dynastia z Ivrei
- 1279–1303 : Otto IV
- 1303–1315 : Robert I
- 1315–1330 : Joanna II

### Kapetyngowie
- 1315–1322 : Filip II (koregent)
- 1330–1347 : Joanna III

### Linia burgundzka Kapetyngów
- 1330–1347 : Odo IV (koregent)
- 1347–1361 : Filip III z Rouvres
- 1361–1382 : Małgorzata I Burgundzka

### Dynastia Dampierre
- 1382–1384 : Ludwik I
- 1384–1405 : Małgorzata II

## Hrabiowie Burgundiiw ramach Księstwa Burgundii
Hrabstwo Burgundii w latach 1384–1477 było w unii z księstwem Burgundii. Po śmierci Karola Zuchwałego, jego córka, mimo że utraciła ziemię księstwa Burgundii, nadal tytułowała się księżną Burgundii. Podobnie robili wszyscy jej następcy, tytułując się książętami i hrabiami Burgundii.

### Linia burgundzka Walezjuszów
- 1384–1405: Filip IV Śmiały (koregent)
- 1405–1419: Jan I
- 1419–1467: Filip V Dobry
- 1467–1477: Karol I Zuchwały
- 1477–1482: Maria I
- 1477–1482: Maksymilian I (koregent, późniejszy Cesarz Rzymski)

### Habsburgowie
- 1482–1506: Filip VI Piękny
- 1506–1556: Karol II
- 1556–1598: Filip VII
- 1598–1621: Izabela Klara Eugenia i Albrecht
- 1621–1665: Filip VIII
- 1665–1678: Karol III

W 1678 r. hrabstwo Burgundii przypada Francji na podstawie traktatu z Nijmegen